# لیندا دارنل

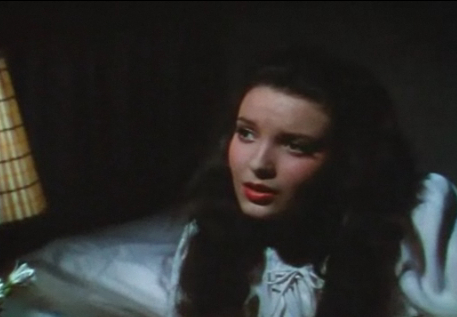
دارنل در نمایی از خون و شن (۱۹۴۱)

لیندا دارنل (به انگلیسی: Linda Darnell) ‏(۱۶ اکتبر ۱۹۲۳ - ۱۰ آوریل ۱۹۶۵) یک بازیگر آمریکایی بود.

## زندگی
دارنل در کودکی مدل بود؛ به تدریج پیشرفت کرد و در نوجوانی به نقش‌آفرینی در تئاتر و سینما پرداخت.
او با تشویق مادرش، نخستین نقش خود را در سال ۱۹۳۹ در یک فیلم ایفا کرد. سپس در طول دهه ۱۹۴۰ میلادی، بازی در نقش‌های مکمل فیلم‌های پرهزینه استودیوی فاکس قرن بیستم را تجربه کرد. او با قرار گرفتن در نقش روبروی تایرون پاور در فیلم‌های ماجراجویانه، به شهرت رسید و پس از بازی در فیلم همیشه کهربایی (۱۹۴۷) شخصیت حرفه‌ای اصلی خود را ثابت کرد. افزون بر آن، بازی او در فیلم‌های با خیانتکاری به شما (۱۹۴۸) و یک نامه به سه زن (۱۹۴۹) تحسین منتقدان را به همراه داشت.
او سرانجام در سال ۱۹۶۵ در حادثه آتش‌سوزی یک خانه با تحمل سوختگی شدید جان سپرد.

## گزیده فیلم‌شناسی
- هتل زن‌ها (۱۹۳۹)
- علامت زورو (۱۹۴۰)
- خون و شن (۱۹۴۱)
- فردا اتفاق می‌افتد (۱۹۴۴)
- بوفالوبیل (۱۹۴۴)
- طوفان تابستانی (۱۹۴۴)
- فرشته سقوط کرده (۱۹۴۵)
- آنا و پادشاه سیام (۱۹۴۶)
- کلمانتاین عزیزم (۱۹۴۶)
- همیشه کهربایی (۱۹۴۷)
- دیوارهای جریکو (۱۹۴۸)
- یک نامه به سه زن (۱۹۴۹)
- هرکسی این کار را می‌کند (۱۹۴۹)
- راه فراری نیست (۱۹۵۰)
- دو پرچم به سوی غرب (۱۹۵۰)
- پسری که بازگشت (۱۹۵۱)
- سیزدهمین نامه (۱۹۵۱)
- جزیره شنبه (۱۹۵۱)
- شب بی‌خوابی (۱۹۵۲)
- ریش سیاه، دزد دریایی (۱۹۵۲)
- دومین شانس (۱۹۵۳)
- این است عشق من (۱۹۵۴)
- ساعت صفر (۱۹۵۷)
- مهمیز سیاه (۱۹۶۵)